# Szaszaki Hitosi
Szaszaki Hitosi (Fukusima, 1891. – Tokió, 1982. július 23.) japán válogatott labdarúgó, később a japán válogatott szövetségi kapitánya is volt.